# چزاته
چزاته (به ایتالیایی: Cesate) یک کومونه در ایتالیا است که در استان میلان واقع شده‌است. چزاته ۵٫۷ کیلومتر مربع مساحت و ۱۴٬۱۷۰ نفر جمعیت دارد و ۱۹۲ متر بالاتر از سطح دریا واقع شده‌است.